# Boontom Prasongquamdee
Boontom Prasongquamdee (thailändisch บุญโถม ประสงค์ความดี; * 18. August 1946 in Samut Prakan) ist ein ehemaliger thailändischer Radrennfahrer.

## Sportliche Laufbahn
Prasongquamdee war im Bahnradsport aktiv. Er war Teilnehmer der Olympischen Sommerspiele 1968 in Mexiko-Stadt. In der Mannschaftsverfolgung kam der Bahnvierer mit Pakanit Boriharnvanakhet, Somchai Chantarasamrit, Boontom Prasongquamdee und Chainarong Sophonpong nicht über die Qualifikationsrunde hinaus. Über sein weiteres Leben und sportliche Erfolge ist nichts bekannt.